# 朱家法
朱家法（1543年—？），字季則，號半石，直隸上海縣人，明朝政治人物。

## 生平
萬曆十九年（1591年）辛卯科順天鄉試第五十名舉人。萬曆二十年（1592年），聯捷壬辰科第二甲第三十名進士，次年授信阳州知州，擢营缮司员外郎，仕至工部郎中，管理吕梁分司。

## 家族
曾祖朱耀；祖父朱豹；福州知府。父朱察卿。